# Maiorerus
Maiorerus is een geslacht van hooiwagens uit de familie Phalangodidae.
De wetenschappelijke naam Maiorerus is voor het eerst geldig gepubliceerd door Rambla in 1993. 

## Soorten
Maiorerus is monotypisch en omvat slechts de volgende soort:
- Maiorerus randoi